# روتنبورگ (زاکسونی)-آنهالت
روتنبورگ (زاکسونی)-آنهالت (به آلمانی: Rothenburg) یک منطقهٔ مسکونی در آلمان است که در لبیون-وتین واقع شده‌است. روتنبورگ ۷۹۶ نفر جمعیت دارد.